# Empfindsamkeit
Empfindsamkeit ou Empfindsamer Stil foi um movimento cultural de grande influência surgido no norte da região germânica em meados do século XVIII. O termo alemão é em geral traduzido como "sentimentalismo" ou "estilo sensível". O movimento foi uma expansão do Iluminismo para o mundo da arte e esteticamente pertence à órbita do Rococó, mas seus limites são imprecisos, recebendo influência de outros movimentos como o Romantismo e o Classicismo e produzindo impacto sobre eles. Teve expressões principais na música e na literatura.
Na música há grande ênfase na expressão dos sentimentos e de uma sensibilidade refinada, buscando-se obter um efeito naturalista e simples, de acordo com os ideais clássicos e iluministas, onde a razão e natureza eram colocadas em um elevado patamar e estavam associadas às mais nobres qualidades morais, mas de fato as obras produzidas nesta corrente são sofisticadas, constituem mais uma elaboração artística e uma observação analítica do sentimento do que uma expressão direta, e o desejo de ilustrar com mais efeito o universo emocional humano levou à adoção de frequentes contrastes de atmosfera, textura, melodia e harmonia. Alguns representantes do movimento intensificaram a expressão emocional com quebras de continuidade mais dramáticas e imprevistas, produzindo uma música mais apaixonada e violenta, que tem alguns paralelos com a estética fantástica e arrebatada do sublime e do proto-romântico Sturm und Drang.
Na literatura a ideologia Empfindsamer buscou um equilíbrio entre razão e emoção, dando espaço para a expressão de sentimentos e da psicologia então usualmente associados ao universo feminino e para o aparecimento de uma série de obras escritas por mulheres, onde muitas vezes elas assumem o protagonismo e são retratadas como heroínas, num tempo em que a literatura ainda era dominada pelos homens. Uma subcorrente incorporou também aspirações devocionais e ascéticas derivadas do pietismo, tentando depurar a escrita de valores meramente hedonistas e aproximando-se dos preceitos clássicos de nobreza de expressão e equilíbrio formal. Uma outra subcorrente, assim como sucedeu na música, dedicou-se a uma expressão emocional mais veemente, irracional e perturbadora, às vezes até mórbida, mais afinada à literatura tipicamente romântica.